# Liatongus taurus
Liatongus taurus är en skalbaggsart som beskrevs av Antoine Boucomont 1920. Liatongus taurus ingår i släktet Liatongus och familjen bladhorningar. Inga underarter finns listade i Catalogue of Life.